# Cogito, ergo sum

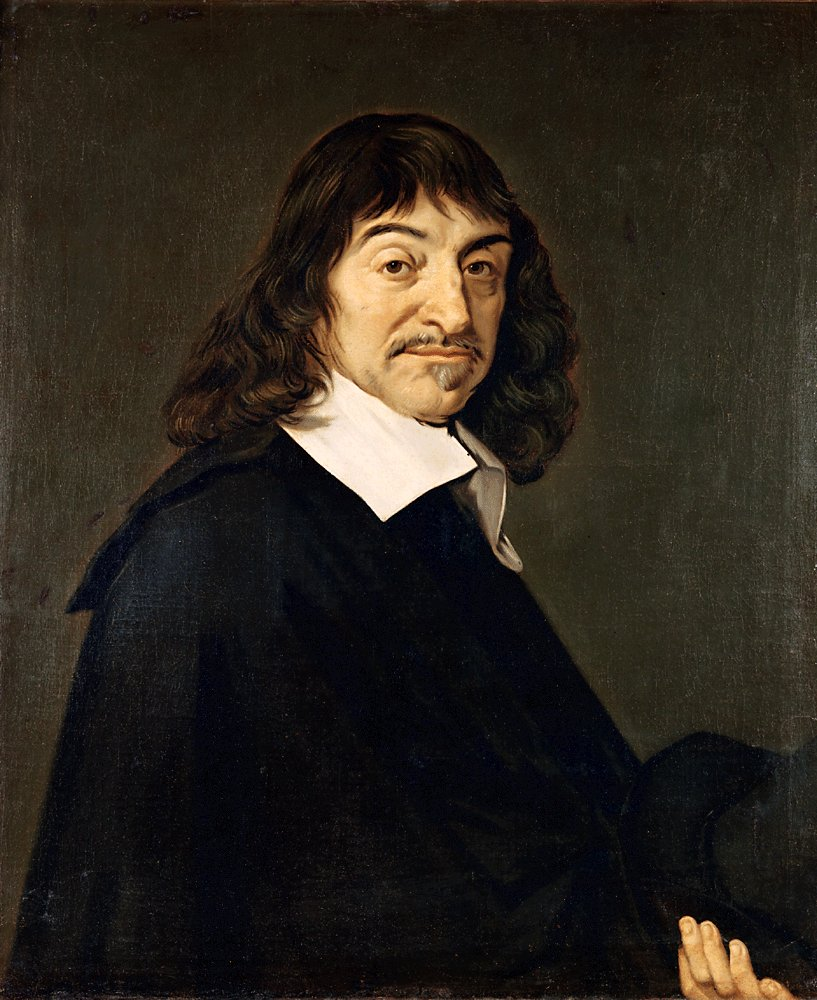
René Descartes (1596-1650)

Cogito, ergo sum ('penso, per tant soc', originàriament "je pense, donc je suis") és una frase pronunciada per Descartes que resumeix el seu pensament respecte a la veritat i el coneixement. La formulació apareix en francès, per primer cop en el Discurs del mètode (1637), al primer paràgraf de la quarta part del llibre i, posteriorment, en llatí en les Meditacions metafísiques i s'inscriu en una llarga tradició de pensadors, des de Plató a Agustí d'Hipona, que van provar de fonamentar la realitat i l'autenticitat de la percepció humana. El sentit del "donc" en la frase no és causal, sinó simultani. Es tracta de mostrar l'absoluta impossibilitat de pensar sense existir i, per tant, que el pensament i l'existència són idees innates, evidents per si mateixes.
Descartes no vol acceptar com a veritable res que no estigui absolutament comprovat (dubte metòdic), per fugir de possibles fonts d'error que s'acumulin en la construcció del saber. Per això, comença a qüestionar tot el que l'envolta. Comença pels sentits, que sovint proporcionen dades poc fiables (miratges, il·lusions...) i continua amb la raó: ha d'admetre la possibilitat racional que tot allò que pensa sigui mentida. Llavors, s'adona que tot i que dubti de tot, inclòs d'ell mateix, del seu raonament o del propi dubte, hi ha quelcom que roman: el subjecte que dubta. Sense pensar no existeixo i viceversa. Si dubta, hi ha algú o alguna cosa que està dubtant (després ho identificarà amb el jo). D'això no pot dubtar, encara que sembli una paradoxa (és indubtable que algú està dubtant). Aquest algú que dubta, que pensa, existeix, aleshores formula el seu famós aforisme: "penso, per tant existeixo", pel qual demostra la realitat del subjecte com a primera veritat inqüestionable.